# 神谷美里
神谷 美里（かみや みさと、9月9日 - ）は、日本の声優、女優、タレント。

## 経歴
静岡県出身、北海道育ち。親の仕事の都合で幼い頃から引っ越しが多く、出身地を聞かれるとどこを答えていいか悩むという。（北海道札幌市、栃木県、群馬県、埼玉県、静岡県、宮崎県）
2018年4月から2023年3月までエスエスピーに所属していた。
現在はフリーランス。

## 人物
趣味はスノーボード、歌、食べること。
特技はトロンボーン、DTP、動画編集。

## 出演

### 吹き替え

#### 映画
- サウスランド（エマ 他）
- ブラッド・チェイサー 呪術捜査線（マンハイム）

### ゲーム
- エゴエフェクト：フラクタス（法生院 律子）
- ARKA-蒼穹の門-（預言者 他）

### ボイスコミック
- バディゴ！（雫石 愛）
- ふたりのポラリス（るり）
- ハニーレモンソーダ
- 稲神村のRICEさん
- 神様になれる日まで
- 古屋先生は杏ちゃんのモノ
- 先輩の透明な感触
- 初×婚

### ラジオ
- いちはらFM「サウンドカフェ」パーソナリティー
- いちはらFM「レディオアニメ！サウンドパーティー」
- TBSラジオ TALK ABOUT内「ハートウォーミングストーリー」#62『バスに乗るために』

### ウェブラジオ
- GARNIER_TV「cafe BANANA Cube」第22回〜新店長
- GARNIER_TV「太陽系旅団通信」メインパーソナリティ

### 映画
- 「最高でダメな男　築地編」かんからちん
- 指輪をはめたい

### その他
- 「Inter bee 2022」PV
- 「Inter bee 2023」PV
- Sony（Japan）公式「FX30:ロケ取材におけるCinema Line FX30の活用Tips」
- サイレントメビウス 香水発売記念イベント in大阪　イベントMC
- ドリームハンター麗夢 香水発売記念イベント イベントMC
- パチスロ「Pシンデレラブレイド」     フローラ